# 锡尔茨 (梅克伦堡-前波美拉尼亚州)
锡尔茨（德語：Silz，發音：[zɪlts]）是德国梅克伦堡-前波美拉尼亚州梅克伦堡湖区县的市镇，面积10.69平方千米，2023年12月31日人口为334人。